# Heroine Li Feifei
Heroine Li Feifei (xinès tradicional: 女俠李飛飛; xinès simplificat:女俠李飛飛;  pinyin: Nǚxiá Lǐ Fēifēi). Pel·lícula muda xinesa de l'any 1925, d'una durada de 100 minuts. Produïda per Tianyi Film Company i dirigida per Runje Shaw.Es va estrenar a Shanghai el 2 de gener de 1925.

## Estil i realització
Tot i que no és una pel·lícula del gènere wuxia (arts marcials) alguns historiadors del cinema xinès la classifiquen com una de les pel·lícules pioneres d'aquest gènere, en funció de la protagonista, una heroïna voladora.
D'alguna forma el guió del film s'emmarca dins el gènere literari de l'escola dels ànecs mandarins i de les papallones. Els escriptors d'aquest gènere van escriure històries, sovint tràgiques, d'amor prohibit entre un erudit masculí sensible i una dona bella i virtuosa, i finalment van evolucionar per incloure dinàmiques d'heroisme, militarisme, sentimentalisme, escenes íntimes i principis confucians.

## Sinopsi
Un home ric anomenat Hong està obsessionat amb la respectabilitat i la imatge pública de la seva família, tant que controla estrictament les seves activitats i aparença. A mesura que envelleix, Hong vol veure casat el seu fill i hereu Yulin abans de morir, així que contracta a un casamenter per trobar una núvia pel fill. Vol que la núvia escollida sigui una consort adequada per al seu fill, un jove respectable que algun dia serà un líder de la comunitat, portant honorablement el nom de la família. Així doncs, Hong exigeix que la noia seleccionada també sigui de bona família, virtuosa i innocent sense ni tan sols un escàndol sobre ella. Un home de negocis anomenat Guo Houzhai té una filla preciosa, una estudiant anomenada Huizhu, i es fa una unió. Tot i que un matrimoni concertat no és per elecció pròpia de la jove parella, en la seva primera trobada els dos queden molt impressionats l'un amb l'altre i accepten la unió. Una persona que no n'està gens contenta és Jiang Yimin, un company de classe de Huizhu que l'havia estat festejant sense èxit. Consumit per la gelosia per haver-se perdut alguna cosa, Jiang comença a assetjar la jove, amb l'esperança de trobar alguna cosa que trenqui el compromís.
Un dia, quan el seu pare és fora per negocis, Yulin surt vestida amb roba informal, en lloc del vestit i la corbata que sol portar en públic. Per casualitat, es troba amb la Huizhu al carrer i s'aturen a xerrar. Mentre parlen, en Jiang els fa una fotografia junts d'amagat, però només es veu la Yulin d'esquena, sense la cara. Llavors, envia la foto al senyor Hong, amb una carta de presentació anònima afirmant que és la prova que la Huizhu és una noia que parla amb homes estranys i de classe baixa al carrer, i no és gens la jove recatada i respectable que ella afirma. El pare, enfadat, envia un missatge a la Huizhu i al seu pare trencant el compromís i prohibeix al seu fill que la torni a veure mai més. Com que no explica les seves accions, la noia, confusa i angoixada, intenta suïcidar-se empassant-se verí, però una heroïna anomenada Li Feifei vola per sobre del mur i entra al recinte de la família Guo per aturar-la. Després de convèncer Huizhu que tingui esperança, Li Feifei vola al complex de Hong i insisteix que el Hong pare parli amb el seu fill. Quan Yulin veu la foto, explica al seu pare que de vegades li agradava vestir-se amb alguna cosa més còmoda que la roba de treball estàndard, i que l'home de la foto era realment ell. El pare, avergonyit de no reconèixer el seu propi fill, cedeix i la parella torna a estar junta.

## Repartiment
La seva popularitat en el moment de l'estrena es devia en gran part, en primer lloc, al seu repartiment: coprotagonitzava per Fen Juhua en el paper de Li Feifei, que era coneguda pel seu treball acrobàtic a l'escenari, amb reputació per interpretar dones guerreres (wudan) i Lin Yongrong, dos artistes d'òpera molt populars de l'època. També hi van participar més d'una dotzena dels millors talents de l'estudi Tianyi en papers secundaris, com Wu Suxin, Wei Pengfei, Gao Lihen, Tan Zhiyuan, Zhang Dagong, Fu Shusheng, Zhang Lingli, Ding Huashi i Zhou Kongkong.